# Waldemar Ohlmer
Waldemar Ohlmer (* 20. April 1881 in Dorste; † 25. Dezember 1971 in Wolfenbüttel) war ein deutscher Politiker (FDP).
Der Landwirt gehörte als Abgeordneter der FDP von der ersten Sitzung am 21. Februar 1946 bis zur letzten am 21. November 1946 dem Ernannten Braunschweigischen Landtag an.